# برج آب ۲
برج آب ۲ مربوط به دوره پهلوی است و در آبادان، بربم، بعد ازدبستان غیرانتفاعی واقع شده و این اثر در تاریخ ۹ اردیبهشت ۱۳۸۲ با شمارهٔ ثبت ۸۳۵۰ به‌عنوان یکی از آثار ملی ایران به ثبت رسیده است.